# 3399 Кобзон
3399 Кобзон (3399 Kobzon) — астероїд головного поясу, відкритий 22 вересня 1979 року.
Тіссеранів параметр щодо Юпітера — 3,199.